# Cimmerius costlowi
Cimmerius costlowi är en kräftdjursart som beskrevs av Mihai Bacescu och Zarui Muradian 1974. Cimmerius costlowi ingår i släktet Cimmerius och familjen Ceratocumatidae. Inga underarter finns listade i Catalogue of Life.